# جینا اسمیت
جینا اسمیت (انگلیسی: Gina Smith؛ زادهٔ november ۱۱, ۱۹۵۷ (۶۷ سال)) از برندگان مدال‌های المپیک تابستانی اهل کانادا است.